# José Carrilero Gil
José Carrilero Gil (Caravaca de la Cruz, 14 de julio de 1928) es un escultor español representante de la Neofiguración.

## Biografía
José Carrilero Gil nació en la ciudad de Caravaca de la Cruz. Como hijo de un cabo de la Guardia Civil, a la edad de 3 años se marchó de Caravaca y comenzó a vivir en Murcia.
Su pasión por el arte le llevó a comenzar sus estudios de dibujo en la Sociedad Económica de Amigos del País y posteriormente, a los 13 años, ingresó en la Escuela de Artes y Oficios de Murcia donde tuvo como profesores a Luis Garay y a Clemente Cantos.  Inspirado por Garay, Carrilero aprendió – además de la dibujo – ideas y conceptos artísticos que le impulsaron a desarrollar su propio estilo y de Cantos aprendió a modelar, tallar, vaciar y el uso de la policromía.
Durante esta época acudía al taller de Andrés Pujante de forma intermitente, donde acabó de desarrollar las fórmulas artesanales y el dominio de los materiales gracias a los cuales pudo profundizar sin pudor en los límites de la figuración y forma de sus obras.
En 1952 se machó a Madrid para estudiar en la Real Academia de Bellas Artes de San Fernando, donde completó los 5 años de carrera y donde al acabar, en 1959, logra una pensión para la Academia de España en Roma, donde estuvo tres años. Esta etapa en Roma fue reveladora para el artista: allí pudo descubrir nuevas obras, tener nuevas experiencias artísticas e imbuirse de un ambiente artístico y social diferente y atractivo. Durante este año obtuvo el Premio de Roma y en 1960 le concedieron el Premio Nacional de Escultura y Medalla de la Universidad de Roma.
Durante los veranos de esta estancia en Roma, Carilero aprovechó para recorrer toda Italia, y para conocer buena parte de Europa visitando Francia, Bélgica, Holanda y Alemania y visitando los grandes museos europeos.
A su regreso a España empezó a trabajar para la Fábrica Nacional de Moneda y Timbre, donde realizó algunas series de medallas que obtuvieron una gran proyección exterior mediante exposiciones en Europa e Hispanoamérica.
En 1964 ingresó como profesor de dibujo en la Escuela de Artes Aplicadas y Oficios Artísticos de Madrid donde un año después fue nombrado director de la sección cuarta de la misma institución, puesto que desempeñó durante 14 años. 
Durante toda la década de los 70 continuó con su proyecto personal exponiendo en diferentes museos de toda Europa en proyectos tanto individuales como colectivos.
En 2003 es investido Académico de la Real Academia de Bellas Artes de Santa María de la Arrixaca de Murcia.
En mayo de 2010 se fundó en Caravaca en honor al autor, el Museo Carrilero, que acoge de manera permanente 90 obras escultóricas y pictóricas del autor.

## El grupo de los "Seis escultores"
Inspirado por las tendencias descubiertas durante su estancia en Roma y por los lazos de afinidad allí creados Carrilero forma, junto con los otros integrantes, el grupo de “Los Seis Escultores”, compuesto por Venancio Blanco, Donaire, Montaña, Mustieles, Valverde y el mismo Carrilero. Aunque dichos artistas no pretendían crear una escuela propia –simplemente era una agrupación cohesionada por sus mismas afinidades – al celebrar, en 1964, su primera exposición en la Dirección General de Bellas Artes de Madrid se les encuadró en la Nueva Figuración.

## Obra
La obra de Carrilero está marcada por un contraste entre su primera época de estudiante en Roma y la obra de su madurez. La primera está impregnada de elementos naturalistas en las que el artista extrae las formas de la naturaleza y les imprime una expresión personal en la que no se refleja tanto la impresión de la forma como la visión interior del artista, donde deja que fluyan las formas. 
En su proyección más madura se decanta sin embargo por la figuración humana predominantemente femenina tratada de una forma informal y un tanto expresionista. Los volúmenes de las formas suelen ser imaginativos, hercúleos y gruesos y trabaja desde pequeños volúmenes (bustos, esculturas de pequeño nivel) a composiciones de mayor envergadura y de estatura humana.
- Datos: Q45174945
- Multimedia: José Carrilero Gil / Q45174945